# Sissa ibn Dahir

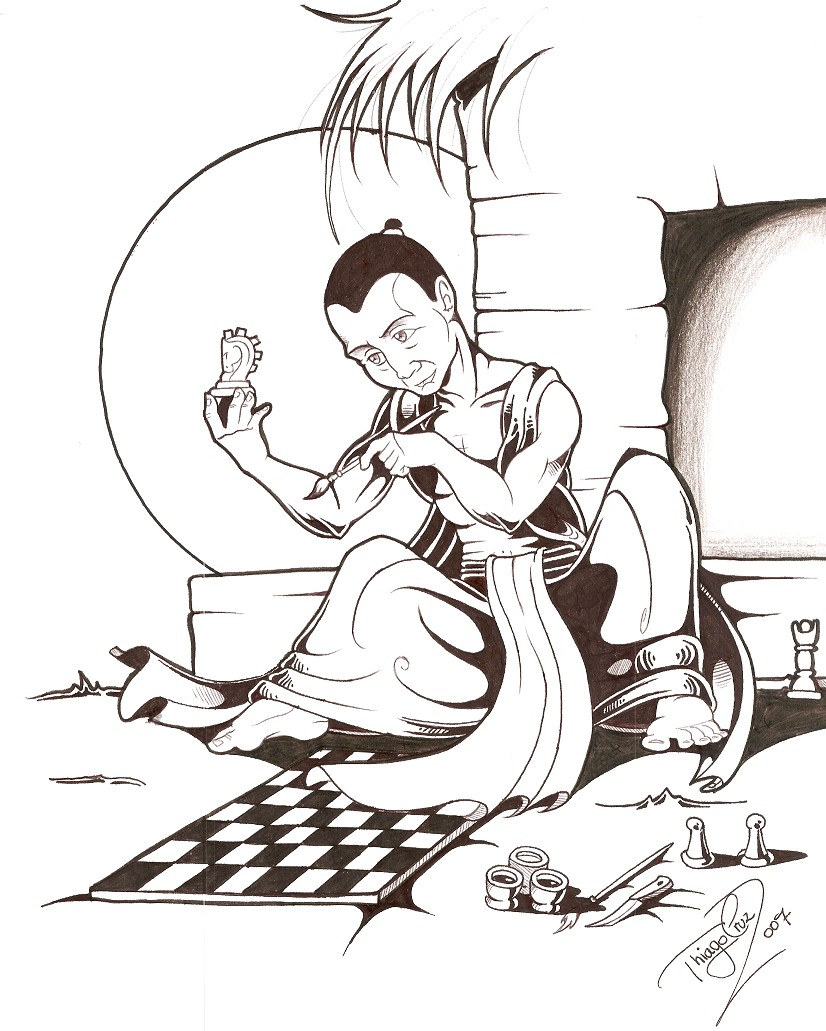
Sissa erfindet das Schach (Illustration, 2007)

Sissa ibn Dahir (auch: Sessa) gilt Legenden zufolge als der Erfinder des Schachspiels beziehungsweise seiner indischen Urform Tschaturanga. 
Sein Name ist ferner mit der Weizenkornlegende (auch als Schachbrettaufgabe bekannt) verbunden. Die Geschichte ist ein „Gleichnis für die Vielfalt des Schachspiels“ (Martin Beheim-Schwarzbach), das die Unerschöpflichkeit der Möglichkeiten und Partieverläufe im Schach versinnbildlicht. Die Legende kann sowohl als Hommage an das Schachspiel, als anschauliches mathematisches Lehrbeispiel wie auch als sozialkritisches Werk verstanden werden. Die Anekdote findet häufig im Zusammenhang mit exponentiellen Funktionen Erwähnung und bildet das älteste Beispiel dafür, dass eine mathematische Fragestellung auf das Schach bezogen wird – und damit einen Vorgriff auf das Gebiet der Schachmathematik.

## Legende
Der indische Herrscher Shihram tyrannisierte seine Untertanen und stürzte sein Land in Not und Elend. Um die Aufmerksamkeit des Königs auf seine Fehler zu lenken, ohne seinen Zorn zu entfachen, schuf Dahirs Sohn, der weise Brahmane Sissa, ein Spiel, in dem der König als wichtigste Figur ohne Hilfe anderer Figuren und Bauern nichts ausrichten kann. Der Unterricht im Schachspiel machte auf Shihram einen starken Eindruck. Er wurde milder und ließ das Schachspiel verbreiten, damit alle davon Kenntnis nähmen. Um sich für die anschauliche Lehre von Lebensweisheit und zugleich Unterhaltung zu bedanken, gewährte er dem Brahmanen einen freien Wunsch. Dieser wünschte sich Weizenkörner: Auf das erste Feld eines Schachbretts wollte er ein Korn, auf das zweite Feld das Doppelte, also zwei, auf das dritte wiederum die doppelte Menge, also vier und so weiter. Der König lachte und war gleichzeitig erbost über die vermeintliche Bescheidenheit des Brahmanen.
Als sich Shihram einige Tage später erkundigte, ob Sissa seine Belohnung in Empfang genommen habe, musste er hören, dass die Rechenmeister die erforderliche Menge der Weizenkörner noch gar nicht fertig berechnet hätten. Der Vorsteher der Kornkammer meldete nach mehreren Tagen ununterbrochener Arbeit, dass so viel Weizen im ganzen Reich nicht aufgebracht werden könne. Der Rechenmeister half dem Herrscher aus der Verlegenheit, indem er ihm empfahl, er solle Sissa ibn Dahir ganz einfach das Getreide Korn für Korn zählen lassen.
Alternativen erzählen von Reiskörnern statt Weizenkörnern.

## Genaue Berechnung
Mithilfe der geometrischen Summenformel
{\displaystyle \sum _{i=0}^{n}2^{i}=2^{n+1}-1}
erfolgt die Berechnung der Anzahl der Weizenkörner folgendermaßen:
{\displaystyle 1+2+4+8+\dotsb =2^{0}+2^{1}+2^{2}+2^{3}+\dotsb +2^{63}=\sum _{i=0}^{63}2^{i}=2^{63+1}-1=18.446.744.073.709.551.615}
In Worten: 18 Trillionen, 446 Billiarden, 744 Billionen, 73 Milliarden, 709 Millionen, 551 Tausend, 615.
Bei einer Tausendkornmasse von ca. 40 g lägen auf dem Brett (theoretisch) etwa 730 Mrd. Tonnen Weizen, das Tausendfache der weltweiten Weizenernte des Jahres 2014/2015. Und wenn 1 Korn pro Sekunde gezählt wird, werden für die Gesamtmenge fast 585 Milliarden Jahre benötigt.
Auf dem Schachbrett würden sich die Weizenkörner wie folgt verteilen:
|   | A                      | B                       | C                       | D                       | E                         | F                         | G                         | H                         |
| - | ---------------------- | ----------------------- | ----------------------- | ----------------------- | ------------------------- | ------------------------- | ------------------------- | ------------------------- |
| 8 | 1                      | 2                       | 4                       | 8                       | 16                        | 32                        | 64                        | 128                       |
| 7 | 256                    | 512                     | 1.024                   | 2.048                   | 4.096                     | 8.192                     | 16.384                    | 32.768                    |
| 6 | 65.536                 | 131.072                 | 262.144                 | 524.288                 | 1.048.576                 | 2.097.152                 | 4.194.304                 | 8.388.608                 |
| 5 | 16.777.216             | 33.554.432              | 67.108.864              | 134.217.728             | 268.435.456               | 536.870.912               | 1.073.741.824             | 2.147.483.648             |
| 4 | 4.294.967.296          | 8.589.934.592           | 17.179.869.184          | 34.359.738.368          | 68.719.476.736            | 137.438.953.472           | 274.877.906.944           | 549.755.813.888           |
| 3 | 1.099.511.627.776      | 2.199.023.255.552       | 4.398.046.511.104       | 8.796.093.022.208       | 17.592.186.044.416        | 35.184.372.088.832        | 70.368.744.177.664        | 140.737.488.355.328       |
| 2 | 281.474.976.710.656    | 562.949.953.421.312     | 1.125.899.906.842.624   | 2.251.799.813.685.248   | 4.503.599.627.370.496     | 9.007.199.254.740.992     | 18.014.398.509.481.984    | 36.028.797.018.963.968    |
| 1 | 72.057.594.037.927.936 | 144.115.188.075.855.872 | 288.230.376.151.711.744 | 576.460.752.303.423.488 | 1.152.921.504.606.846.976 | 2.305.843.009.213.693.952 | 4.611.686.018.427.387.904 | 9.223.372.036.854.775.808 |

## Herkunft der Anekdote
Für diese Geschichte gibt es in indischen Quellen keinen Beleg. Sie ist dem arabischen Kulturkreis zuzurechnen. Es werden sowohl der Biograph Ibn Challikān (1211–1282) als auch der Schriftsteller und Dichter as-Sabhādī, der im Mittelalter in Bagdad lebte, als Ursprung angegeben. As-Sabhādī soll auch schon die richtige Lösung angegeben haben.